# Commission Internationale Permanente pour l’Epreuve des Armes à Feu Portatives
Die Ständige Internationale Kommission für die Prüfung von Handfeuerwaffen, kurz C.I.P. (frz. Commission internationale permanente pour l'épreuve des armes à feu portatives), ist eine internationale Normungs- und Prüfungskommission für Handfeuerwaffen und Munition. Aufgabe dieser Kommission ist die Normierung und Überwachung des amtlichen Beschusswesens für Jagd-, Schuss- und Verteidigungswaffen innerhalb der Beitrittsstaaten. Details dazu sind im Übereinkommen über die gegenseitige Anerkennung von Beschusszeichen für Handfeuerwaffen geregelt.

## Wirkungsbereich, Organisation und Abgrenzung
- Der technische Wirkungsbereich der C.I.P. umfasst „Jagd-, Schuss- und Verteidigungswaffen“ mit Ausnahme der für den Land-, See- und Luftkrieg bestimmten Waffen. Dies umfasst Vorgaben, Prüfung, und Normierung, des Beschusswesens der Mitgliedsstaaten.[1] Darüber hinaus betreibt die C.I.P. eigene Prüfstellen. Den Mitgliedsstaaten ist es freigestellt, die Normen der Kommission für militärische Anwendungen zu verwerten.
- Der räumliche Wirkungsbereich der C.I.P. umfasst die Mitgliedsländer, die Europäische Union, und wirkt darüber hinaus.
- Die Akkreditierung der C.I.P. erfolgte durch die Regierung des Belgischen Königreiches (siehe Artikel IX des Übereinkommens.[1]) Voraussetzung ist unter anderem, dass ein Mitgliedsstaat ein staatliches Beschussamt betreibt.
- Das Europäische Parlament stützt sich auf die C.I.P. bei Beschlüssen zur Kontrolle des Erwerbs und des Besitzes von Waffen.[2]
- Im amerikanischen Raum gelten (bis auf Chile) vorwiegend die Normen des SAAMI (Sporting Arms and Ammunition Manufacturers’ Institute).

### Struktur
I. Unterkommission
Aufgabenbereich: Vereinheitlichung und Festlegung der technischen Prüfvorschriften, Festlegung der Maße für Patronen und Läufe sowie Veröffentlichung der TDCC-Maßblätter für Patronen.
II. Unterkommission
Aufgabenbereich: Richtlinienerstellung für die Vorschriften der Beschuss- und Patronenprüfung in den Beschussämtern
III. Unterkommission Festlegung der Vorschriften für die Beschuss- und Patronenprüfung für Beschussämtern, auf der Basis der Vorgaben der I. und II. Unterkommission
IV. Unterkommission Rechtsangelegenheiten, Organisation der internen Angelegenheiten der C.I.P. und Zusammenarbeit mit anderen internationalen Organisationen.
V. Unterkommission Erstellung der Richtlinien für die Qualitätskontrolle gemäß ISO 900 x. Organisation von Ringversuchen

## Zeichen und Beschussmarken
Die spezifischen C.I.P.-Zeichen signalisieren z. B. dem Käufer von Munition, dass die darin enthaltenen Patronen den Spezifikationen der C.I.P. entsprechen. Das Zeichen ist einheitlich und nur die zusätzlich aufgebrachten Zeichen der nationalen Beschussämter/Prüfstätten sind für jedes Land verschieden. Früher wurden in den Mitgliedsländern unterschiedliche C.I.P.-Zeichen genutzt – in Deutschland wurde es als Patrone dargestellt, dabei befand sich auf dem abgebildeten Geschoss der Bundesadler und auf der dargestellten Hülse das Zeichen des jeweiligen Beschussamtes.

Zeichen der tschechischen Prüfstätte und CIP-Zeichen für die Munitionskontrolle (2016)
veraltetes, tschechisches CIP-Zeichen
Veraltetes aber weiterhin gültiges, deutsches CIP-Zeichen (Beschussamt Suhl)
veraltetes, italienisches CIP-Zeichen

Im Rahmen des Beschusswesens für Waffen verwendet heutzutage ebenfalls jedes Mitgliedsland identische Zeichen für die Beschussprüfung und eigene Zeichen für die jeweiligen nationalen Prüfstätten.

## Mitglieder
(Ansichten früherer Beschusszeichen jeweils im Einzelnachweis)
- Königreich Belgien[4]
- Republik Chile[5]
- Bundesrepublik Deutschland[6]
- Republik Finnland[7]
- Französische Republik[8]
- Italienische Republik[9]
- Jugoslawien (per 30. September 1992 ausgeschieden)[10]
- Republik Österreich[11]
- Russische Föderation[12]
- Slowakische Republik[13]
- Königreich Spanien[14]
- Tschechische Republik (unter dem bei der CIP angegebenen link steht aktuell (13:22, 5. Sep. 2017 (CEST)) kein Dokument zur Verfügung)
- Republik Ungarn[15]
- Vereinigte Arabische Emirate (seit 9. April 2008)
- Vereinigtes Königreich Großbritannien und Nordirland[16]